# Shaktinagar
Shaktinagar là một thị trấn thống kê (census town) của quận Raichur thuộc bang Karnataka, Ấn Độ.

## Nhân khẩu
Theo điều tra dân số năm 2001 của Ấn Độ, Shaktinagar có dân số 18.983 người. Phái nam chiếm 52% tổng số dân và phái nữ chiếm 48%. Shaktinagar có tỷ lệ 65% biết đọc biết viết, cao hơn tỷ lệ trung bình toàn quốc là 59,5%: tỷ lệ cho phái nam là 74%, và tỷ lệ cho phái nữ là 55%. Tại Shaktinagar, 13% dân số nhỏ hơn 6 tuổi.